# Нужъяльское Лесничество
Нужъяльское Лесничество (мар. Нужъял лесничестве) — поселок в Медведевском районе Республики Марий Эл. Входит в состав Нурминского сельского поселения.

## География
Посёлок находится у железнодорожной линии на Яранск, на расстоянии 15 км к северо-западу от посёлка городского типа Медведево, административного центра района.

### Часовой пояс
Посёлок Нужъяльское Лесничество, как и вся Республика Марий Эл, находится в часовой зоне МСК (московское время). Смещение применяемого времени относительно UTC составляет +3:00.

## История
Известен с середины 1920-х годов как дом лесника. В настоящее время — дачный посёлок.

## Население
| 2010 | 2011 | 2013 | 2021 |
| ---- | ---- | ---- | ---- |
| 2    | ↗16  | ↗24  | ↘21  |

## Улицы
- ул. Дачная,
- ул. Железнодорожная,
- ул. Центральная,
- ул. Ягодная.